# سیارک ۸۸۶۹
سیارک ۸۸۶۹ (به انگلیسی: 8869 Olausgutho، نامگذاری:1992EE11) هشت هزار و هشتصد و شصت و نهمین سیارک کشف شده‌است که در ۶ مارس ۱۹۹۲ کشف شد.
قدر مطلق سیارک برابر ۱۳٫۶۰ است.